# Реймонд Чоу
Реймонд Чоу (кит.: 邹文 懐; нар. 8 жовтня 1927 — 2 листопада 2018) — знаменитий гонконзький продюсер, засновник кінокомпанії «Golden Harvest» (спільно з Леонардом Хо). Чоу належить вирішальна заслуга у відкритті світу талантів Брюса Лі, Джекі Чана і багатьох інших гонконгських майстрів бойових мистецтв. Чоу вніс величезний внесок у формування жанру фільмів з бойовими мистецтвами в сучасному його вигляді.

## Біографія
Він вирушів навчатися за кордоном — до шанхайського університету Сент-Джонс, і закінчив його з ступенем бакалавра на кафедрі журналістики у 1949 році. У 1951 році розпочав роботу у офісі Голосу Америки у місті Гонконг. Також він вивчав бойові мистецтва під керівництвом майстра Лам Сай Вінга.